# Bronchocela danieli
Bronchocela danieli är en ödleart som beskrevs av  Tiwari och BISWAS 1973. Bronchocela danieli ingår i släktet Bronchocela och familjen agamer. Inga underarter finns listade.